# Dofí d'elm
El dofí d'elm (Stenella clymene) és un dofí endèmic de l'oceà Atlàntic. S'assembla molt al dofí de musell llarg i, al mar, on les dues espècies es poden barrejar en grans grups, poden resultar indistingibles. Vist des de més a prop, es pot veure que el musell del dofí d'elm és lleugerament més curt que el del seu parent. L'aleta dorsal també és menys erecta i triangular.